# Нови Искър
Вижте пояснителната страница за други значения на Нови Искър.
Нови Искър е град в Западна България. Той е един от общо 4-те града, които са част от Столична община, заедно със София, Банкя и Бухово.
Град Нови Искър е административен център на столичния район „Нови Искър“, който е един от общо 24-те района на Столична община. По данни на ГРАО към 15 септември 2023 г. в града живеят 13 508 души по настоящ адрес и 13 571 души по постоянен адрес.

## География
Градът се намира на 18 km северно от София. Район „Нови Искър“ включва град Нови Искър с неговите 5 квартала: Славовци, Кумарица, Курило, Изгрев и Гниляне, както и 12 села: Балша, Войняговци, Доброславци, Житен, Кубратово, Кътина, Локорско, Мировяне, Негован, Подгумер, Световрачане и Чепинци. На територията на район „Нови Искър“ живеят постоянно малко над 52 000 души, а в самия град около 30 хил. души.
Сериозно предимство на град Нови Искър е неговото географско местоположение – той е пресечна точка на различни важни свързващи пътни артерии с вътрешността на страната. Непосредствената близост до град София, както и красивата природа, която го заобикаля, също го прави атрактивен за инвеститори и туристи. Чрез геолого-проучвателни сондажи са открити минерални извори в двата градски квартала на гр. Нови Искър – кв. Кумарица и кв. Гниляне, както и в селата Кътина, Чепинци и Световрачене. Водата на тези мин. извори е подходяща за лечение на редица болести, според изследванията на Института по курортология, физиотерапия и рехабилитация. На територията на посочените минерални извори няма курортни заведения и тези селища не са обявени за курортни. Градът Нови Искър се пресича от река Искър в посока от юг на север, като реката е главната отводнителна артерия. В речната мрежа на район „Нови Искър“ влизат още и реките Червена, Блато, Кътинска, Лесновска, Подгумерска и др.
Град Нови Искър е изграден върху бреговете на река Искър.

## История
На 4 август 1924 г. в Курило се състои конференция на кметовете от околните села, след края на която са застреляни кметът и помощник кметът на Курило.
Непосредствено след Деветосептемврийския преврат от 1944 година в Кумарица се стига до престрелка между комунисти и полиция, при което един човек загива.
За град е обявен през май 1974 г. с Указ No 1912 на тогавашния Държавен съвет на Народна република България. Днес в него (по данни към 1 януари 2011 г.) живеят малко над 15 хил. души.

## Население
Численост на населението според преброяванията през годините:
| \| Година на преброяване \| Численост \| \| --------------------- \| --------- \| \| 1934 \| 4249 \| \| 1946 \| 5043 \| \| 1956 \| 8865 \| \| 1965 \| 12 267 \| \| 1975 \| 14 064 \| \| 1985 \| 14 135 \| \| 1992 \| 13 369 \| \| 2001 \| 13 335 \| \| 2011 \| 14 754 \| \| 2021 \| 13 589 \| |           |
| Година на преброяване | Численост |
| 1934 | 4249      |
| 1946 | 5043      |
| 1956 | 8865      |
| 1965 | 12 267    |
| 1975 | 14 064    |
| 1985 | 14 135    |
| 1992 | 13 369    |
| 2001 | 13 335    |
| 2011 | 14 754    |
| 2021 | 13 589    |

## Квартали
Градът се състои от общо 5 квартала: „Славовци“, „Кумарица“, „Курило“, „Изгрев“ и „Гниляне“. Всеки от тях има своята история и културно-историческо наследство.
С изключение на квартал „Изгрев“ имената на останалите четири квартала датират от епохата на Ранното средновековие.
Името Кумарица вероятно идва от растението кумарка. За това свидетелства и село със същото име (Кумарица) в Централна Гърция, чието име произлиза от растението (на гръцки κούμαρο (ку̀маро)).
За кварталите Кумарица и Славовци се споменава в една стара легенда, която разказва за керван, който се движел по римския път Via Diagonalis за Сердика. Керванът бил воден от славянския старейшина Кумарич, който вече стар и болен починал тук. Племенният съвет го погребал с почести и решил да остане и основе селище което впоследствие е наречено Кумарица. Тази легенда е неправдоподобна и е отричана от историците. Още повече, името „Кумарич“ не е засвидетелствано никъде, освен в тази легенда.
Най-много исторически сведения намираме за кв. Курило, който до 19 век е бил известен като с. Скрино. Историята на неговото преименуване е следната: На път за гр. Одрин, армията на руския генерал Дибич преминава през село Скрино. Тук генералът оставя началник — щаба си, генерал Курило, който по време на престоя си, изгражда постройки, които преди да си замине оставя на местните жители. В знак на благодарност, те преименуват селото си от Скрино в Курило.
Името на кв. Гниляне е известно от султански ферман, носещ дата 23 април 1500 г.
При направените разкопки на селищната могила Окол глава са открити костни идоли и глинени съдове от керамика, изящно изрисувани. Археолозите твърдят, че находката е от 1900 – 3000 г. преди н.е. Според историците тук са живели тракийски племена.
„Най-младият“ квартал в град Нови Искър е квартал „Изгрев“. Той е възникнал в североизточната част на Нови Искър след Втората световна война, като активно е бил заселен през последните 60 години. Възникнал първоначално като вилна зона, днес в квартал „Изгрев“ живеят постоянно над 3000 души и той е важна част от града.

## Управление
Като част от Столична община, район „Нови Искър“ се управлява от кмета на Столичната община, от 61 съветници в Столичния общински съвет, както и от районния кмет на район „Нови Искър“ Владислав Владимиров. Той е избран на проведените през ноември 2023 г. местни избори.
От 2019 г районната администрация изпълнява своите функции в сградата на XXXI Медицински център. 

## Забележителности
Районът е богат на паметници на културата. Пет от тях са с категория „национално значение“. Архитектурен и художествен паметник на културата са манастирът „Св. Димитър“ в с. Подгумер, църквата „Свети Николай“ в Негован, църквата „Св. Рождество Богородично“ в с. Житен, стенописите на църквата „Св. Петка“ в с. Балша. Иконостасите в църквите „Свети Николай“ в Славовци и „Света Троица“ в квартал Кумарица са дело на дебърски майстори от рода Филипови.
Иконите в „Свети Никола“ в Кумарица са на Щерю Иванов от Крушево.
Манастирската църква „Св. Иван Рилски“ и „Св. Йоан Кръстител“ в кв. Курило са обявени, като народна старина. Интересно е, че в Курилския манастир е живял и служил св. Йоан Рилски, който народът нарича св. Иван Рилски. В манастира е работила една от най-големите български църковни печатници „Бял кръст“. Оттук се разпространявала християнска литература за Румъния и Русия.
Сред светините е Подгумерският манастир „Свети вмчк Димитър“, който днес не функционира. Неговата история е от XI век. Археолозите смятат, че на мястото на днешната църква е имало християнски некропол. Манастирът многократно е разрушаван и възстановяван. Той е изграден изцяло в традициите на възрожденската архитектура.
Друг паметник, който е в много добро състояние, е църквата „Св. Николай Мирликийски“ в с. Негован. Тя е построена през 1886 г. от майстор Игнат Петров от с. Касилак, Радомирско. Иконостасът е дело на майстора – резбар Стойчо Любенов, а иконите са от майстор Михаил Блажев от с. Тресонче и Иван Доспевски – брат на известния Станислав Доспевски от Самоков. Стенописите и декорацията на църквата са образци от късновъзрожденския период. Този паметник на културата възпитава младото поколение в любов към християнското учение и предизвиква възхищение от майсторите – строители и зографи.
Църквата „Св. Петка“ в с. Войняговци е каменна, вкопана в земята. Тя е построена преди Освобождението, но днес стенописите ѝ се нуждаят от реставрация.
„Марковата къща“ в с. Доброславци е една от малко запазените къщи във възрожденски стил, въпреки че днес обектът не е в добро състояние.
С над 130-годишна история са стенописите в църквата „Св. Троица“ в с. Мировяне. В списъка на Националния институт по паметници на културата, като художествени паметници на културата са вписани и манастирът „Св. Три светители“ с. Чепинци и църквата „Всех светих“.

## Спорт
Местният клуб по карате – носи името „Щит“, а главната му база се намира в спортен център Кумарица. Кумарица е център на каратето в Нови Искър. В клуба тренират повече от 50 деца и подрастващи и всяка година броят им се увеличава. Състезателите по карате завоюват медали от национални и международни първенства. Президент и играещ треньор на клуба е Павел Стоянов, който е и състезател на националния отбор в категория до 75 кг.

## Личности
В с. Кумарица е живяла известната българска актриса Невена Коканова. В квартал Кумарица е живял и първият български космонавт Георги Иванов. В квартал Кумарица живеят близнаците Росен и Румен Димитрови, световни шампиони по самбо и бойно самбо, две от звездите в българския боен спорт. В квартал Курило живеят двамата братя Николай и Павел Стоянови от рода „Косове“, многократни републикански шампиони по карате-до, членове на националния отбор. В квартал Изгрев живее многократната републиканска шампионка и носителка на международни отличия по плуване Аделина Христова. Йордан Стойков – Бумбо, дългогодишен капитан на футболния Локомотив София и впоследствие футболен треньор е израсъл в Кумарица.

## Други
Културният живот в град Нови Искър е изключително богат и разнообразен. В града живеят и творят талантливи художници и писатели. Традиция са срещите с тях, организирането на изложби и представянето на новите им творби. Траен е интересът на жителите към фолклора, който е и най-голямото културно богатство на града. Стремежът на всички жители на гр. Нови Искър е да съхранят и предадат на следващите поколения утвърдените народни и фолклорни традиции в града. За осъществяването на този стремеж помагат с дейността си и 4-те народни читалища в гр. Нови Искър със своите танцови състави, театрални колективи и самодейни фолклорни групи. Те развиват богата дейност и способстват за предаване на здравия български дух на подрастващите поколения. Градът Нови Искър организира всяка година, заедно с общините Своге и Мездра, „Празници на Искърското дефиле“, които дават възможност на жителите от поречието на река Искър да се опознаят и да развиват сътрудничество в областите култура, бизнес, екология, спорт и туризъм.
Градът се обслужва от 5 автобусни линии: 23, 26, 27, 28, 29.
Морският нос Курило на остров Сноу, Южни Шетландски острови е наименуван в чест на селището Курило.